# Aphis viburniphila
Aphis viburniphila är en insektsart. Aphis viburniphila ingår i släktet Aphis och familjen långrörsbladlöss. Inga underarter finns listade i Catalogue of Life.